# 1988년 오리콘 1위 싱글 목록
일본에서 한 주간 가장 많이 팔린 싱글은 오리콘 주간 차트에 실리며, 이 차트는 오리콘이 발행하는 잡지 《오리스타》에 개제된다. 판매량은 한 주 동안의 각 싱글의 판매량을 기준으로 오리콘이 종합한다.

## 차트 기록
| 발행일    | 싱글                            | 가수              | 참고                                   |
| --------- | ------------------------------- | ----------------- | -------------------------------------- |
| 1월 4일   | (미발표)                        | (미발표)          |                                        |
| 1월 11일  | 「ガラスの十代」                | 히카루GENJI       | 4주 연속, 통산 5주                     |
| 1월 18일  | 「ガラスの十代」                | 히카루GENJI       | 4주 연속, 통산 5주                     |
| 1월 25일  | 「風のLONELY WAY」              | 스기야마 키요타카 |                                        |
| 2월 1일   | 「ストレンジャーtonight」       | 오기노메 요코     |                                        |
| 2월 8일   | 「AL-MAUJ」                     | 나카모리 아키나   | 2주 연속, 1988년 2월 1위               |
| 2월 15일  | 「AL-MAUJ」                     | 나카모리 아키나   | 2주 연속, 1988년 2월 1위               |
| 2월 22일  | 「乾杯」                        | 나가부치 츠요시   |                                        |
| 2월 29일  | 「You're My Only Shinin' Star」 | 나카야마 미호     |                                        |
| 3월 7일   | 「吐息でネット」                | 미나미노 요코     | 2주 연속                               |
| 3월 14일  | 「吐息でネット」                | 미나미노 요코     | 2주 연속                               |
| 3월 21일  | 「パラダイス銀河」              | 히카루GENJI       | 5주 연속 1988년 1위 1988년 3월·4월 1위 |
| 3월 28일  | 「パラダイス銀河」              | 히카루GENJI       | 5주 연속 1988년 1위 1988년 3월·4월 1위 |
| 4월 4일   | 「パラダイス銀河」              | 히카루GENJI       | 5주 연속 1988년 1위 1988년 3월·4월 1위 |
| 4월 11일  | 「パラダイス銀河」              | 히카루GENJI       | 5주 연속 1988년 1위 1988년 3월·4월 1위 |
| 4월 18일  | 「パラダイス銀河」              | 히카루GENJI       | 5주 연속 1988년 1위 1988년 3월·4월 1위 |
| 4월 25일  | 「Marrakech〜マラケッシュ〜」   | 마츠다 세이코     |                                        |
| 5월 2일   | 「C-Girl」                      | 아사카 유이       |                                        |
| 5월 9일   | 「スターダスト・ドリーム」      | 오기노메 요코     |                                        |
| 5월 16일  | 「C-Girl」                      | 아사카 유이       | 2주 연속, 통산 3주 1988년 5월 1위      |
| 5월 23일  | 「C-Girl」                      | 아사카 유이       | 2주 연속, 통산 3주 1988년 5월 1위      |
| 5월 30일  | 「TATTOO」                      | 나카모리 아키나   | 2주 연속, 1988년 6월 1위               |
| 6월 6일   | 「TATTOO」                      | 나카모리 아키나   | 2주 연속, 1988년 6월 1위               |
| 6월 13일  | 「FU-JI-TSU」                   | 쿠도 시즈카       | 2주 연속                               |
| 6월 20일  | 「FU-JI-TSU」                   | 쿠도 시즈카       | 2주 연속                               |
| 6월 27일  | 「あなたを愛したい」            | 미나미노 요코     |                                        |
| 7월 4일   | 「Diamondハリケーン」           | 히카루GENJI       | 2주 연속, 1988년 7월 1위               |
| 7월 11일  | 「Diamondハリケーン」           | 히카루GENJI       | 2주 연속, 1988년 7월 1위               |
| 7월 18일  | 「What's your name?」           | 소년대            |                                        |
| 7월 25일  | 「人魚姫」                      | 나카야마 미호     |                                        |
| 8월 1일   | 「ANGEL」                       | 히무로 교스케     | 4주 연속, 1988년 8월 1위               |
| 8월 8일   | 「ANGEL」                       | 히무로 교스케     | 4주 연속, 1988년 8월 1위               |
| 8월 15일  | 「ANGEL」                       | 히무로 교스케     | 4주 연속, 1988년 8월 1위               |
| 8월 22일  | 「ANGEL」                       | 히무로 교스케     | 4주 연속, 1988년 8월 1위               |
| 8월 29일  | 「セシル」                      | 아사카 유이       |                                        |
| 9월 5일   | 「DAYBREAK」                    | 오토코구미        | 2주 연속, 1988년 9월 1위               |
| 9월 12일  | 「DAYBREAK」                    | 오토코구미        | 2주 연속, 1988년 9월 1위               |
| 9월 19일  | 「旅立ちはフリージア」          | 마츠다 세이코     |                                        |
| 9월 26일  | 「DAYBREAK」                    | 오토코구미        | 통산 3주                               |
| 10월 3일  | 「MUGO・ん…色っぽい」           | 쿠도 시즈카       | 2주 연속                               |
| 10월 10일 | 「MUGO・ん…色っぽい」           | 쿠도 시즈카       | 2주 연속                               |
| 10월 17일 | 「秋からも、そばにいて」        | 미나미노 요코     |                                        |
| 10월 24일 | 「剣の舞」                      | 히카루GENJI       | 2주 연속, 1988년 10월 1위              |
| 10월 31일 | 「剣の舞」                      | 히카루GENJI       | 2주 연속, 1988년 10월 1위              |
| 11월 7일  | 「とんぼ」                      | 나가부치 츠요시   | 2주 연속, 1988년 11월·12월 1위         |
| 11월 14일 | 「とんぼ」                      | 나가부치 츠요시   | 2주 연속, 1988년 11월·12월 1위         |
| 11월 21일 | 「じれったいね」                | 소년대            |                                        |
| 11월 28일 | 「Witches」                     | 나카야마 미호     |                                        |
| 12월 5일  | 「とんぼ」                      | 나가부치 츠요시   | 5주 연속, 통산 7주                     |
| 12월 12일 | 「とんぼ」                      | 나가부치 츠요시   | 5주 연속, 통산 7주                     |
| 12월 19일 | 「とんぼ」                      | 나가부치 츠요시   | 5주 연속, 통산 7주                     |
| 12월 26일 | 「とんぼ」                      | 나가부치 츠요시   | 5주 연속, 통산 7주                     |

## 연간 TOP 10
※ 집계: 1987년 12월 7일 - 1988년 11월 28일
- 1위: 히카루GENJI 「パラダイス銀河」
- 2위: 히카루GENJI 「ガラスの十代」
- 3위: 히카루GENJI 「Diamondハリケーン」
- 4위: 오토코구미 「DAYBREAK」
- 5위: 나가부치 츠요시 「乾杯」
- 6위: 쿠도 시즈카 「MUGO・ん…色っぽい」
- 7위: 히카루GENJI 「剣の舞」
- 8위: 히무로 교스케 「ANGEL」
- 9위: 나카야마 미호 「人魚姫 mermaid」
- 10위: 쿠보타 토시노부 「You were mine」